# Плас-де-ла-Кар'єр
Плас-де-ла-Кар'єр (фр. Place de la Carrière) — площа в центрі Нансі, що розташована в старому місті та є продовженням знаменитої Плас-Станіслас. Відокремлена від останньої Тріумфальною аркою Еммануеля Ере.

## Історія
Нову площу Плас де-ла-Кар'єр було утворено в XVI столітті в період розширення та зміцнення середньовічного міста Нансі. Тут будувалися особняки місцевої аристократії. У той час на площі проводилися лицарські турніри та інші кінні заходи. Наприкінці XVI століття для з'єднання Старого міста з Новим, побудованим на півдні за межами середньовічної фортеці, в мурі було зроблено браму, так звані Королівські ворота або Порт-Рояль. На півночі від Плас де-ла-Кар'єр було розташоване крило Палацу герцога Лотарингії, знищене герцогом Леопольдом I Лотаринзьким, який планував побудувати тут новий Лувр. На південному сході площі розташований Отель Бово, збудований на початку XVIII століття (зараз Апеляційний суд), проєкт французького архітектора Жермена Бофрана.
1983 року Плас-де-ла-Кар'єр разом із Плас-Станіслас та Плас-д'Альянс як єдиний архітектурний комплекс було включено до списку світової культурної спадщини ЮНЕСКО.

## Галерея

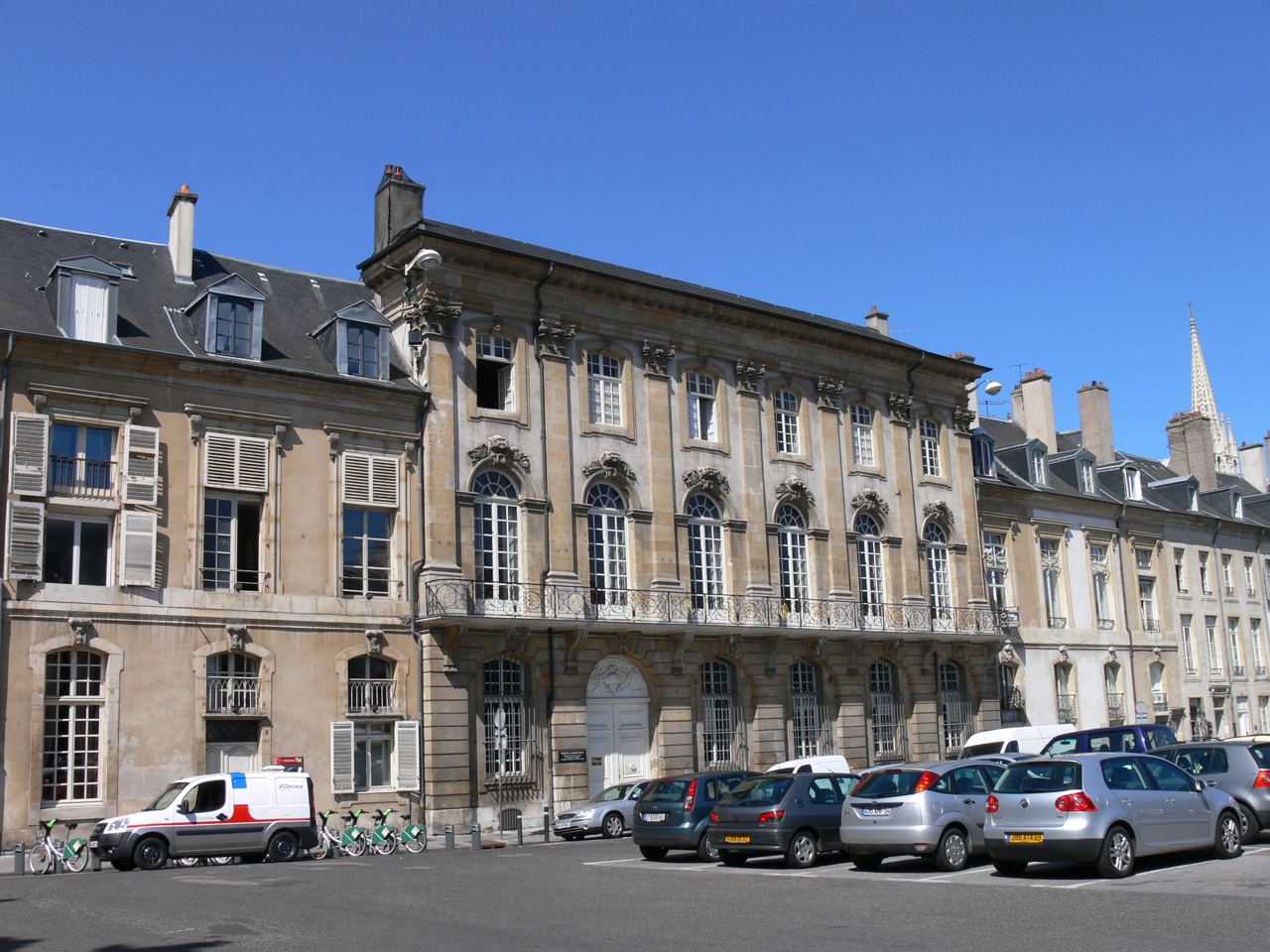
Колишня Торговельна біржа
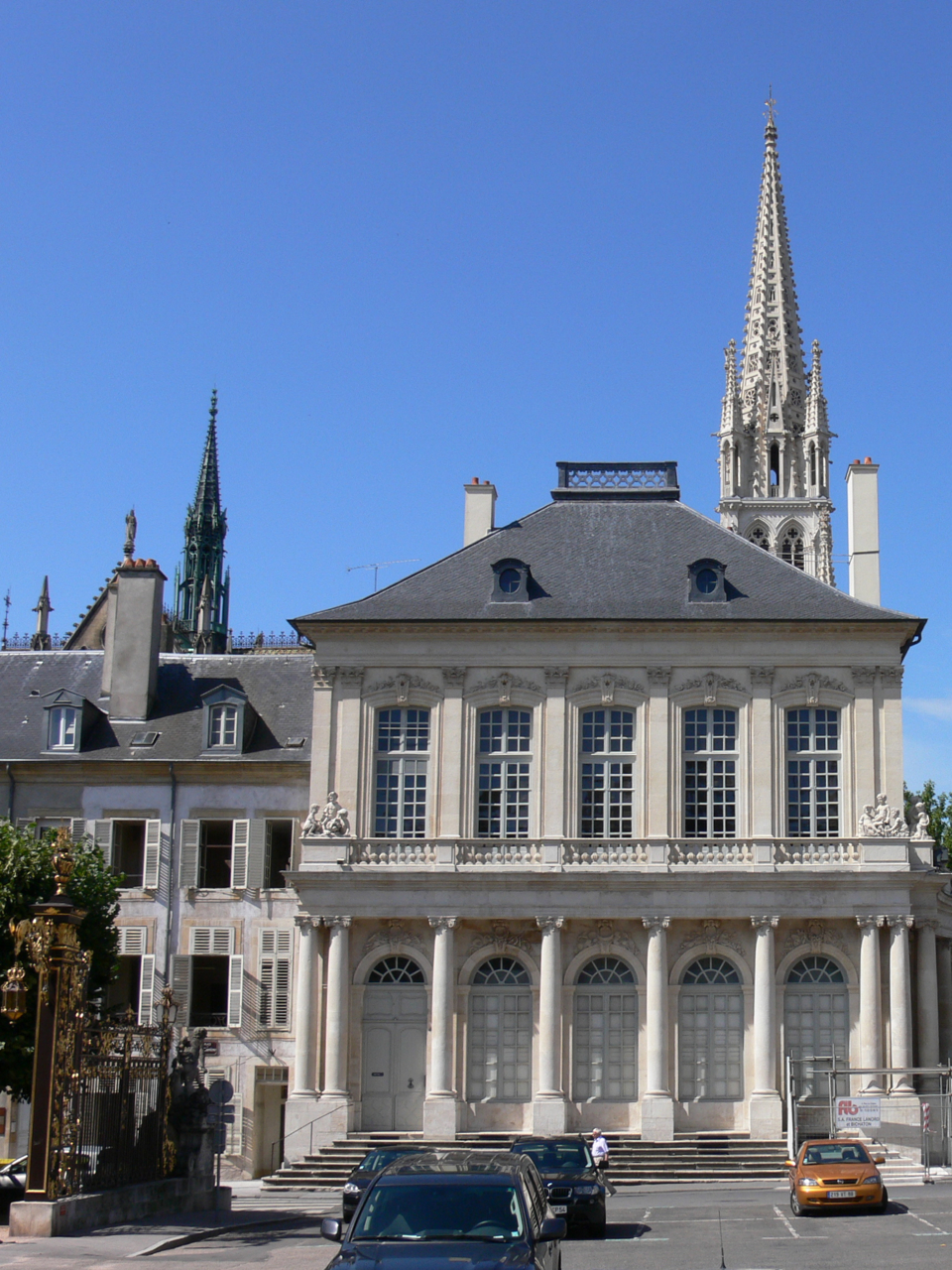
Павільйон Ере
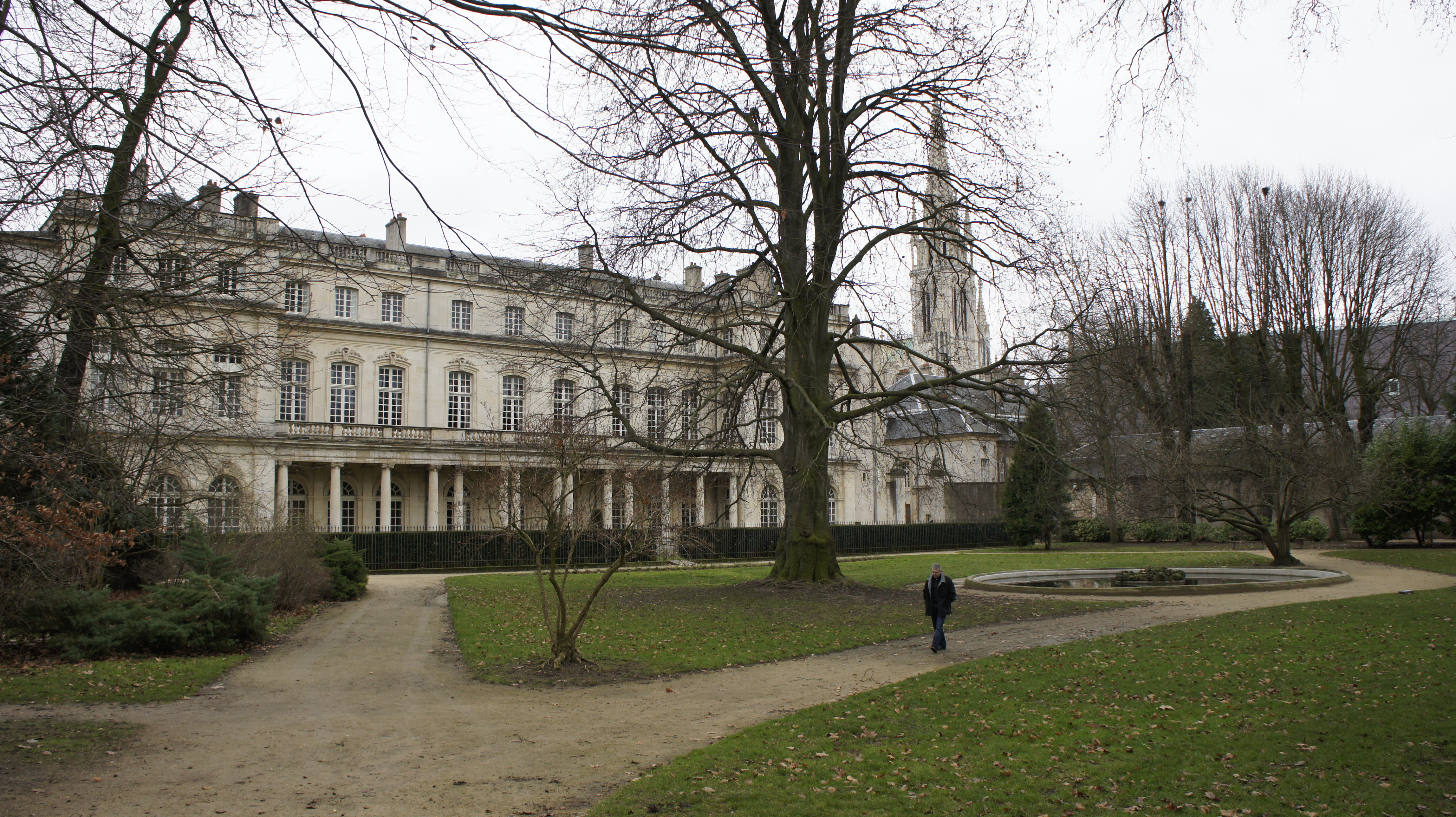
Урядовий палац
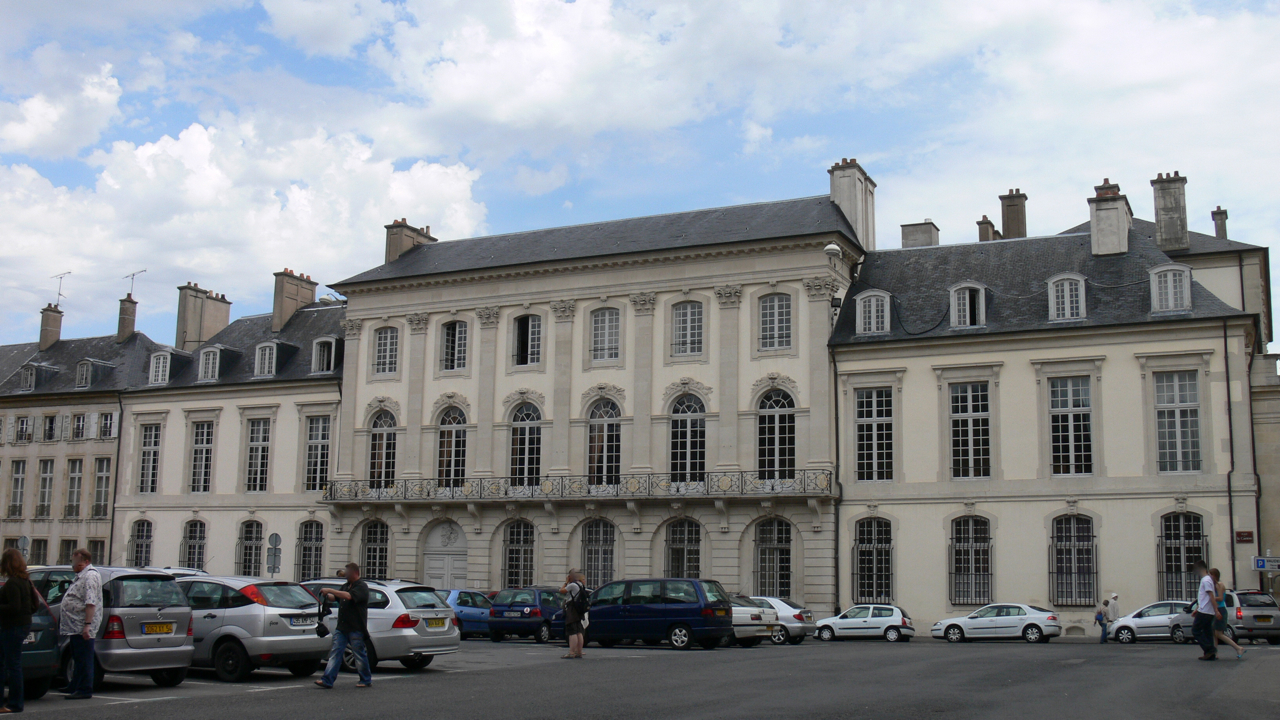
Отель Бово-Краон
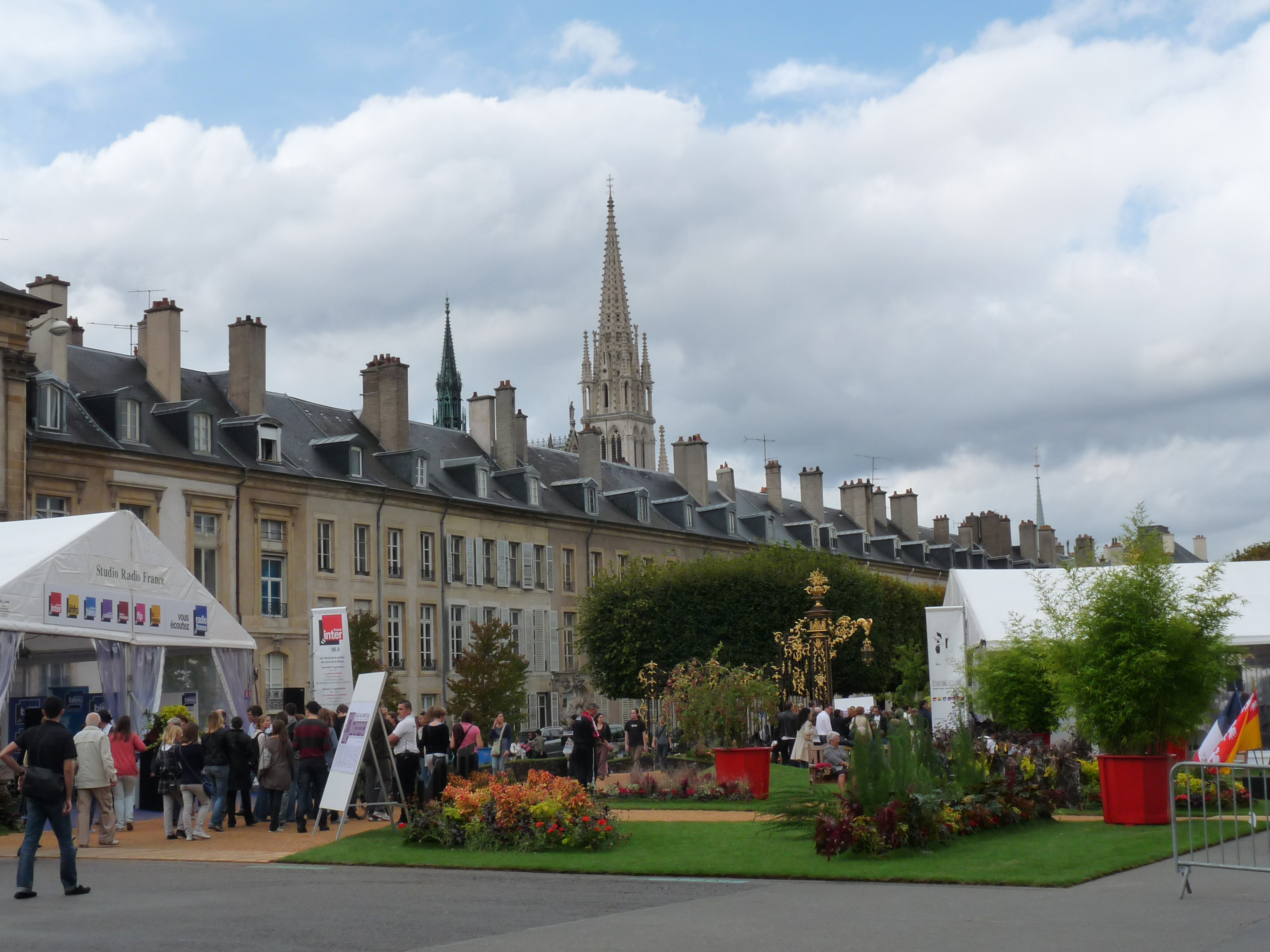
Книжковий салон 2011 року